# Eugène Leroy
Cet article concerne le peintre français. Pour l'écrivain français du XIXe, voir Eugène Le Roy. Pour les homonymes, voir Leroy.
Eugène Leroy est un peintre français, né le 8 août 1910 à Tourcoing, mort le 10 mai 2000 à Wasquehal.

## Biographie

### Origines familiales, éducation
Son père Eugène Louis Leroy, représentant, meurt en 1911 alors qu'Eugène a 18 mois. Sa mère est Marie Thérèse Charlotte Lepers. La famille Leroy est originaire de la ville d'Houplines.
Eugène Leroy est élevé par son oncle (un prêtre) et sa mère « à l'ancienne, pour ne pas dire au froid et à la margarine » à Tourcoing.

### Découverte de la peinture
Pour ses quinze ans, sa mère lui offre la boîte de peinture de son père. Il commence alors à dessiner et découvre Van Gogh, Rembrandt, puis Jordaens, Greco et Goya avec l'aide de ses professeurs qui remarquent son talent et lui recommandent de travailler d'après nature, précepte qu'il ne remettra jamais en question. En classe de philosophie, il lit Bergson, puis Proust et part visiter Rome. Âgé de 18 ans, il est victime d'une pleurésie, contre laquelle il luttera durant trois ans. « La peinture me fait vivre », dit-il. En janvier 1927, il dessine son autoportrait. Son professeur lui conseille de signer, de dater et conserver ce portrait. L'autoportrait devient un de ses thèmes favoris. Il apprend son métier avec les impressionnistes, le ciel, la peinture flamande à la recherche de la matière.
Il se lie avec Valentine Thirant qui devient sa femme en 1933.

### Entrée aux Beaux-Arts de Lille
En 1931, il entame, à l'école des beaux-arts de Lille, de courtes études, qu'il poursuit à Paris par des cours de dessin à l'académie de la Grande Chaumière. Se considérant « pas fait pour les études », ni les intrigues et « les courses à la carrière m'ont tout de suite hérissé », il retourne dans le Nord et fait des études de lettres. Son fils Eugène Jean (dit « Géno ») naît en 1934. En 1935 il s'installe près de Roubaix où, parallèlement à sa carrière de peintre, il est professeur de français, latin et de grec au collège Notre-Dame-des-Victoires. Avec ses élèves il découvre « La Fontaine et Virgile, Rabelais le bien -aimé et Montaigne par qui j'ai su que ma peinture était comme son livre». À partir de 1936, il commence à voyager en Flandres, pratique qu'il conserve toute sa vie une fois l'an. Il découvre James Ensor.
En 1936, il découvre La Fiancée juive de Rembrandt au Rijksmuseum d'Amsterdam, mais aussi la peinture de Malevitch qui la frappe par son « rêve de totalité ». Leroy sera toujours intéressé par la peinture abstraite en particulier celle de Mondrian. Il expose pour la première fois à Lille, en 1937. En 1938, il est accueilli par madame Kröller dans sa villa, où il peut travailler et découvre la centaine de tableaux de Van Gogh qui seront intégrés au musée. Il découvre également Mondrian, qui est une influence majeure.
Il est mobilisé à Pâques 1940, puis revient à Roubaix où il enseigne de nouveau le latin et le grec de 1940 à 1945. Il peint alors des scènes de genre comme Le Massacre des Saints Innocents ou L'Opéra de quatre sous. En 1943, il rencontre le critique Gaston Diehl qui l'expose à Paris. En 1944 naît son fils Jean-Jacques.
Il peint les paysages de la mer du Nord, près de Gravelines et à Croix de 1945 à 1950 dans de vastes aquarelles aux couleurs sombres et grises. En 1951, il rencontre le marchand Pierre Loeb qui lui achète une dizaine de toiles.

### Passion des maîtres
Passionné par les grands maîtres, Giorgione, Rembrandt, Van Gogh, il voyage en Allemagne Klee, Kandinsky , en Espagne Zurbaran, Velasquez, Goya et en Italie Masaccio et expose régulièrement à Lille. Peintre figuratif, Il se tient à l'écart des avant-gardes. De 1946 à 1948, il réalise une peinture murale de 27 m2, Crucifixion, pour la chapelle du collège Notre-Dame-des-Victoires de Roubaix.
Il expose en 1954 à Paris avec Sam Francis et Serge Poliakoff, et Marcel Pouget sous la férule de Charles Estienne. En 1956, il expose avec Eugène Dodeigne à Lille. La même année a lieu la première exposition de ses œuvres au musée de Tourcoing. L'année suivante, au musée de Dunkerque, il reçoit le prix Emile-Othon Friesz.
En 1958, il s'installe près de Lille, à Wasquehal, rue Louis-Faidherbe, dans sa maison-atelier, et cet emménagement dans un nouvel espace fait évoluer le format de ses toiles ; la même année, il réalise les vitraux de l'église Notre-Dame-des-Flots de Dunkerque. Il rencontre alors la sculptrice Germaine Richier ; il est collectionné par les grands collectionneurs du Nord, Masurel ou Leclerq, qui le défendent. Le galeriste Claude Bernard le signe et lui organise une exposition en 1963.

### Découvert par Baselitz
Au début des années 1960, le peintre Georg Baselitz, au cours d'un de ses premiers voyages à Paris en compagnie de son ami Michael Werner, découvre la peinture de Leroy : 

« Ils sont impressionnés par un grand autoportrait exposé par Pierre Langlois dans sa boutique du passage Saint-André-des-Arts, au milieu de ses objets primitifs. " La peinture n'était pas encore américaine, mais pas non plus allemande de l'Est. Pas de Larionov à voir. Entre rue de Seine et rue Bonaparte, et plus tard dans le passage Saint André des Arts, j'étais énervé, comme un bœuf de l'étable que l'on conduit au pré. Je trouvai là des images brunes, comme champs, comme pierre, comme bois, comme mousse, comme senteur. Les superlatifs pervertissent la peinture. Une simple composition hollandaise avec une accumulation inouie de couleur. Un amas de tôles provenant du pigeonnier qui éclairait ma tête. Comme si tous les pantalons de peintre étaient suspendus à un crochet et racontaient l'histoire d'un chef-d'œuvre inconnu. »

Le galeriste allemand Michael Werner, ami et marchand de peintres allemands comme Baselitz ou Lüpertz, devient son agent, et organise des expositions en Allemagne, Autriche, Belgique, France, Grèce, aux États-Unis à partir des années 1980.

En 1988, Leroy en visite à Dresde, rencontre Baselitz pour la première fois à son atelier : 

« Ce n'est pas à moi qu'il l'a dit. Et quand j'ai été chez lui, il n'a pas parlé de cela. Il a aimé ma peinture parce que je crois que c'était de la peinture. […] Et en 1961 à Paris on ne trouvait pas que je faisais de la peinture. On trouvait que je faisais de la merde probablement. […]
[Avec Baselitz et Werner] Non ils ne parlent pas mais ils choisissent. On ne parle pas. La peinture cela se fait, cela se regarde et puis il y a des gens qui ont une pratique de la chose qui fait qu'on leur fait confiance. »

De 1955 à 1970, Leroy participe alors à Paris au Salon de mai à Paris et, par deux fois, au salon des Réalités Nouvelles en 1973 et 1976. Son galeriste Claude Bernard, le présente au prix Carnegie en 1964, en Suisse à Lausanne en 1966, à la Sécession de Vienne en 1966.
Dans ces années, Eugène Leroy découvre Thomas Bernhard, Peter Handke et Marcel Proust à l'occasion d'une dictée pour ses élèves de troisième.
En 1977, François Mathey présente son travail à l'école des beaux-arts de Lille. Son fils Eugène Jean ouvre une galerie rue Quincampoix à Paris en 1977. En 1979, une présentation de l'œuvre peint de Leroy a lieu à la FIAC à Paris, une rétrospective de l'œuvre gravé a lieu à Gravelines. La même année Valentine meurt. La galerie K de Washington (États-Unis) le présente, puis le Museum van Heidenhaage Kunst de Gand, en Belgique, en 1982.
Sa peinture se caractérise de plus en plus par une accumulation de strates de peintures épaisses, de chaos d'empâtements extravagants d'où des figures, portraits, nus, paysages émergent à travers une observation minutieuse du spectateur. Leroy travaille la peinture : couche après couche, il enfouit l'image sous la matière pour parvenir à une occultation qui semble complète. Mais, de l'amas de matières et de couleurs émerge une figure, paysage, portrait ou nu ; c'est cet amas qui permet « que la peinture soit totalement elle-même. » Jean Clair écrit de lui qu’il veut « saisir non la ressemblance mais au contraire l’indéfini, l’insaisissable, l’imprévu. »

### Dernières années
En 1985, Leroy rencontre Marina Bourdoncle, de cinquante ans sa cadette, qui devient son modèle et sa compagne.
En 1987, Baselitz et Rudi Fuchs, entre autres, signent un texte dans le catalogue de l'exposition du musée d'art moderne de Villeneuve d'Ascq. En 1988, le musée d'art moderne de la Ville de Paris lui consacre une rétrospective, en partenariat avec le musée d'Eindhoven au Pays-Bas. Sa peinture est largement reconnue. Suivent alors des expositions personnelles et rétrospectives en France et à l'étranger.
En 1992, il participe à la Documenta 9 à Cassel, en Allemagne, et, en 1995, il est invité à la Biennale de Venise. En 1996, il reçoit le grand prix national de peinture.
Leroy meurt le 10 mai 2000 dans sa maison de Wasquehal ; il est inhumé avec sa femme au cimetière du Plomeux.

### Citation
« Il faut être peintre pour faire des images, et ce sont les images qui font faire la peinture, mais c'est un secret. »

— Eugène Leroy

## Distinctions
- Chevalier de la Légion d'honneur (1994).

## Donations et musées

### Musée national d'art moderne Georges-Pompidou
En 2003, une dizaine d’œuvres d'Eugène Leroy entre par dation au musée national d'art moderne Georges-Pompidou à Paris.

### Musée des beaux-arts de Tourcoing
En 2009, le conseil municipal de Tourcoing accepte la donation faite au musée des beaux-arts par les deux fils d'Eugène Leroy, né dans cette ville. Cette donation comprend 55 tableaux, 13 sculptures, 140 dessins, 18 carnets de dessins et 99 gravures, soit près de 600 œuvres d'une valeur de 2,5 millions d'euros.
En 2010, pour le 100e anniversaire de sa naissance, à la suite de cette donation, le musée des beaux-arts de Tourcoing, devenu MUba Eugène Leroy, organise une exposition qui présente 150 de ses œuvres.

### LaM – Lille Métropole Musée d'art moderne, d'art contemporain et d'art brut
Le musée du LaM à Villeneuve d'Ascq possède dans ses collections un ensemble de 21 œuvres d'Eugène Leroy.

#### Influence
Le rayonnement d'abord régional de l'œuvre d'Eugène Leroy, au Nord de la France et en Flandres, a incité plusieurs plasticiens à s'engager dans des explorations plastiques nouvelles. Son influence est, sans doute, palpable dans le travail des expressionnistes wallons (Bernard Courcelles, Michel Frère) et flamands avec lesquels Leroy a entretenu des relations amicales tout au long de sa vie.[réf. nécessaire] . Il eu par ailleurs une grande influence sur l’artiste français Xavier Noiret-Thomé, notamment sur ses œuvres de jeunesse.

#### Quelques œuvres
- Silhouettes de femmes[19], 1950, musée d'art moderne Lille Métropole, Villeneuve-d'Ascq
- Le Portrait[20], 1962, musée d’art moderne de la Ville de Paris
- Tête d'homme à droite, Tête d'homme, entre 1964 et 1972, musée des Beaux-Arts et d'Archéologie Joseph-Déchelette, Roanne[21]
- Les dernières peintures d'Eugène Leroy[22] sur afpa-creteil.org

## Collection publique
- Musée des Beaux-Arts et d'Archéologie Joseph-Déchelette, Roanne
  - Paysage, huile sur toile, 1966

## Expositions (sélection)

### Expositions personnelles
- 2022 : Eugène Leroy, peindre, musée d'Art moderne de Paris[23]
- 2015 : Eugène Leroy, peintures et fusains, Galerie Nathalie Obadia, Paris[24],[25]
- 2010 : Œuvres sur papier, galerie Bruno Mory, Besanceuil
- 2010 : Exposition du Centenaire, MUba Eugène Leroy, Tourcoing

### Expositions collectives
- 2013-2014 : « Baselitz-Leroy. Le récit et la condensation », MUba Eugène Leroy, Tourcoing
- 2012-2013 : « La collection Michael Werner », musée d'art moderne de la Ville de Paris
- 2008 : « Hommage à Eugène Leroy », Michael Werner London, Londres — « Pretty Ugly », Gavin Brown’s Enterprise, New York — Musée d’art moderne de la Ville de Paris
- 2007 : Galerie Haas, Zurich
- 2006 : « Bilder aus den 90er Jahren », Galerie Michael Werner, Köln — « Autour de la sorcellerie », Galerie de France, Paris
- 2004 : « Grands nus, Couleurs, Papiers 1979-1985 », Michael Werner Gallery, New York — « Eugène Leroy : Autoportrait », La Piscine, Musée d'art et d'industrie André-Diligent, Roubaix
- 2003 : « Voir en peinture », FRAC Île-de-France – Le Plateau, Paris — « Ölbilder, Aquarelle, Zeichnungen », Galerie Meyer-Ellinger, Francfort-sur-le-Main
- 2002 : « Nudes », Michael Werner Gallery, New York — Galerie Bruno Mory, Besanceuil
- 2001 : « Ruprecht Geiger, Eugène Leroy: Sunbursts and the Earth’s Shelter », Roger Smith Gallery, New York — « Hommage à Eugène Leroy », musée d’art moderne, Villeneuve d’Ascq

## Écrits et entretiens
- Toucher la peinture comme la peinture vous touche. Écrits et entretiens 1970-1998, préface d'Éric Darragon, photographies de Benjamin Katz, éditions L'Atelier contemporain, 208 p., 2022  (ISBN 978-2-85035-068-9)[26]

#### Ouvrages
- Paul Audi, Le Regard libéré d'Eugène Leroy, Galerie de France & Michael Werner, Paris, 2010
- Éric de Chassey, Eugène Leroy, autoportraits, Gallimard, Paris, 2004
- Bernard Marcadé, Eugène Leroy, Flammarion, Paris, 1994
- Eugène Leroy : peinture, lentille du monde, préface de Jean Clair, éditions Lebeer Hossmann, Bruxelles, 1979

#### Articles
- Olivier Céna et Laurent Boudier, « Il est l'un des plus grands peintres français vivants : Eugène Leroy dans la lumière du Nord », Télérama, no 2404, 7 février 1996, p. 10-15
- Jean Revol, « Exposition Eugène Leroy », La Nouvelle Revue française, no 312, janvier 1979

### Filmographie
- Eugène Leroy dans son atelier sur ina.fr
- Alain Fleischer, Eugène Leroy : la voie royale de la peinture, Tourcoing : le Fresnoy, 2011, 1 DVD (120 min)